# Глиптостробус повислый
Глиптостробус повислый (лат. Glyptostrobus pensilis) — вид деревьев семейства Кипарисовые (Cupressaceae).
В естественных условиях растёт в Юго-Восточном Китае и во Вьетнаме. Достигают 30 м в высоту. Расходящиеся горизонтально корни дерева образуют оригинальные выросты — пневматофоры. Древесина дерева устойчива против гниения, имеет хорошие механические свойства.